# Tourniquet (Lied)
Tourniquet (englisch für „Aderpresse“) ist ein Lied der US-amerikanischen Rockband Marilyn Manson. Der Song ist die zweite Singleauskopplung ihres zweiten Studioalbums Antichrist Superstar und wurde am 8. September 1997 veröffentlicht.

## Inhalt
Mit dem Song verarbeitete Marilyn Manson persönliche wiederkehrende Albträume. Zu Beginn von Tourniquet ist rückwärts der Satz “This is my lowest point of vulnerability.” (englisch für „Dies ist mein tiefster Punkt der Verwundbarkeit.“) zu hören. Marilyn Manson singt den Text aus der Perspektive des lyrischen Ichs, das im Song metaphorisch die Rolle einer Aderpresse (ein Abbindesystem, durch das der Blutfluss in Venen und Arterien gestaut werden kann) übernimmt. Thematisch sind verschiedene Interpretationsmöglichkeiten gegeben. So kann das Lied von Drogenabhängigkeit, aber auch von einer gestörten Partnerschaft, in der das lyrische Ich von einer anderen Person ausgenutzt und dominiert wird, handeln.

“Take your hatred out on me

Make your victim my head

You never ever believed in me

I am your tourniquet”

## Produktion
Der Song wurde von dem Nine-Inch-Nails-Mitglied Trent Reznor und dem Musikproduzenten Dave Ogilvie sowie von Marilyn Manson selbst, der als Co-Produzent fungierte, produziert. Als Autoren fungierten die Marilyn-Manson-Mitglieder Marilyn Manson, Twiggy Ramirez und Daisy Berkowitz.

## Musikvideo
Bei dem zu Tourniquet gedrehten Musikvideo führte die italienisch-kanadische Regisseurin Floria Sigismondi, die auch schon das Video zu The Beautiful People aufnahm, Regie. Es verzeichnet auf YouTube rund 35 Millionen Aufrufe (Stand Dezember 2020).
Das Video enthält viele surreale Elemente und zeigt Marilyn Manson leicht-bekleidet in einem halbdunklen Raum, mit einer glatzköpfigen Kreatur, die er mit Larven und Insekten füttert. Weitere Szenen zeigen ihn beim Schneiden der Fingernägel bis ins Blut oder wie er sich die Haut teilweise von den Händen reißt. Anschließend sind weiter surreale Gestalten zu sehen, die sich teilweise im Zeitraffer bewegen. In einigen Szenen zuckt Manson unkontrolliert und wirkt der Verzweiflung nahe.

## Single

### Covergestaltung
Das Singlecover zeigt Marilyn Mansons Gesicht und einen braunen Schmetterling, den er dem Betrachter entgegenhält, wodurch Mansons rechtes Auge verdeckt wird. Im unteren Teil des Bildes befinden sich die weißen Schriftzüge Marilyn Manson und tourniquet. Der Hintergrund ist dunkel gehalten.

### Titelliste
1. Tourniquet – 4:29
2. The Tourniquet Prosthetic Dance Mix Edit – 4:09
3. The Tourniquet Prosthetic Dance Mix – 7:24

### Chartplatzierungen
Tourniquet stieg am 20. September 1997 auf Platz 28 in die britischen Charts ein und belegte in der folgenden Woche Rang 57, bevor es die Top 100 verließ. Ebenfalls die Charts erreichte die Single unter anderem mit Position 16 in Finnland und Platz 41 in Neuseeland. Dagegen konnte der Song sich im deutschsprachigen Raum und in den Vereinigten Staaten nicht platzieren.
| ChartsChartplatzierungen     | Höchstplatzierung | Wochen |
| ---------------------------- | ----------------- | ------ |
| Vereinigtes Königreich (OCC) | 28 (2 Wo.)        | 2      |